# World of Warships
World of Warships (dříve známá jako World of Battleships) je MMOG od společnosti Wargaming. Hra staví na podobném modelu jako World of Tanks a World of Warplanes, předcházející online hry z dílny Wargaming. Přináší akční simulaci různých typů válečných lodí, které v týmové bitvě plní různé role. Hra je již vydána a kdokoliv může hru hrát po registraci na oficiálních stránkách hry.
Hrát lze za americká, japonská, německá, britská, francouzská, italská, sovětská, evropská (Švédsko, Polsko), "panasijská" a Nizozemská plavidla. Commonwealth a Panamerika (Argentina) mají zatím[kdy?] jen prémiová plavidla.

## Vývoj
16. srpna 2011 tvůrci a vydavatelé her World of Tanks a World of Warplanes oznámili novou free-to-play námořní akční MMO hru nazvanou World of Battleships. Hra uzavírá válečnou online trilogii. O rok později byla hra přejmenována na World of Warships, zejména díky faktu, že battleship označuje konkrétní třídu plavidel a nefunguje jako zastřešující název.
2. července 2015 hra vstoupila do otevřené bety, jakožto finální krok k dokončení samotné hry.
Ze začátku byla ve hře dostupná plavidla Japonska a USA, poté se v jedné z aktualizací byly přidány národnosti jako Německo a Sovětský svaz, které byly později rozvedeny, poté přišla na řadu dlouho očekávaná Británie a vzápětí Francie, Itálie, Panasia. 15.6.2022 se hráči dočkali počátku Nizozemské flotily.

## Hratelnost
Hra má výrazně pomalejší spád než předcházející tituly v sérii, což je dáno samotnou povahou námořního boje. Propojení bojišť s ostatními hrami ze série se neplánuje.

### Mapy
Rozloha map je různá, v různých podnebných pásmech a různých mořích a oceánech. Bojiště jsou, stejně jako v předešlých hrách, inspirována skutečnými místy a bitevními oblastmi. Konkrétní mapy mají své vlastní podmínky včetně počasí.

### Lodě
Každý z herních národů disponuje loděmi různých typů. Systém vývoje je obdobný, jako u World of Tanks a World of Warplanes. Třídy lodí jsou děleny krom klasického „tieru“ (úroveň) na křižníky, torpédoborce, ponorky, bitevní lodě a letadlové lodě. Křižníky tvoří základní jednotku každého bitevního svazu. Bývají kombinací jiných typů lodí. Disponují většinou velkým množstvím děl, jsou středně rychlé. Podle národa, ze kterého pocházejí, mají od určité úrovně například torpédomety, radar nebo startovací rampu pro jedno jediné letadlo (většinou chrání loď před útočnými bombardovacími letkami). Torpédoborce jsou velice rychlé, mají velké množství torpédometů, jen málo děl, mohou vytvářet kouřovou clonu a jejich zvláštní schopností je krátkodobé zvýšení rychlosti. Bitevní lodě jsou velké, odolné, pomalé, mají obrovskou palebnou sílu, ale pomalu zaměřují a kadence děl je nízká (nabití trvá i 40 sekund). Letadlové lodě se dobře se maskují a nemají řízená děla. Letadla se dělí na stíhače, střemhlavé bombardéry, raketové bombardéry a torpédové bombardéry.
Lodě jsou rozděleny do úrovní I-X podle toho, jak jsou „dobré“. Křižníky jsou dostupné ve všech úrovních, torpédoborce v úrovních II-X; bitevní lodě v úrovních III-X (až na jednu prémiovou výjimku - Mikasa); letadlové lodě v úrovních IV-X. Ve WOWS jsou tři standardní typy munice: AP (protipancéřové) a HE (trhavo-tříštivé) a SAP (částečně protipancéřové). AP buď pancíř prorazí a způsobí vysoké poškození, nebo se neškodně odrazí do vody. Mohou také proletět lodí skrz a způsobit zanedbatelné poškození. HE vybuchnou na povrchu lodě a působí spíše nižší poškození, ale zaručeně se neodrazí a průstřel skrz nebývá také moc častý. Navíc mohou způsobit požár. SAP nemají šanci na zapálení a mohou se odrážet a nemohou penetrovat citadelu.

### Klanové války
Klanové války budou jedním ze dvou hlavních momentů, kdy se budou jednotlivé hry ve trilogii ovlivňovat. Detaily zatím nejsou známé, ale jednotlivé klany budou získávat výhody do dalších bitev podle toho, jak dopadla předchozí bitva s odlišným druhem bojových strojů.

### Společný prémiový účet
I na World of Warships se vztahuje společný prémiový účet, který byl zaveden pro World of Tanks a World of Warplanes.

### Divize
Divize se používá k tomu, aby mohlo v jednom týmu hrát více lidí. Do jedné divize se vejdou maximálně 3 lidé.

## Národy
Jak již bylo napsáno výše, hra má celkem 11 národů- Japonsko, Britské impérium, USA, Francii, Sovětský svaz, Německo, Itálii, Evropu, Commonwealth (zahrnuje Austrálii, Nový Zéland...), Panameriku (latinská Amerika) Panasii a Nizozemsko
Commonwealth a Panamerika mají jen prémiová plavidla.

### Japonsko
Japonské císařství disponuje velkou flotilou ve hře - má kompletní větve křižníků (17), bitevních lodí (9), letadlových lodí (5) a dvě větve torpédoborců (celkem 13). Jsou spolu s loďmi USA jedinými státy, které mají ve hře své zástupce již od samého začátku.

#### Křižníky (těžké)
Japonské křižníky se vyznačují vysokou ráží děl, torpédy a relativně silným pancířem.
Křižníky (lehké)
Mají silná torpéda a protiletadlovou obranu ,ale dlouho nabíjí hlavní kanóny a disponují slabým pancířem ,ale mají mnoho HP.

#### Bitevní lodě
Japonské bitevní lodě jsou válečníky na dlouhou vzdálenost-disponují silnými děly, kterých je ale obvykle málo, až na výjimky spolehlivým pancířem a působivou plavební rychlostí. Jejich protiletecká obrana bývá ale obvykle slabá a se sekundární výzbrojí se také zrovna chlubit nemohou.

#### Torpédoborce
Torpédoborců mají Japonci 2 větve, jednu hlavní (úrovně II-X) a druhou zaměřenou na dělostřelectvo (úrovně V-X). Obecně mají velmi dobré maskování. Torpédoborce hlavní větve disponují vysokým množstvím silných torpéd s dlouhým dosahem (až 20 km), avšak jejich dělostřelectvo je velmi slabé. Vedlejší větev obsahuje torpédoborce s lepšími děly, ale torpéda už jsou o něco horší.

#### Letadlové lodě
Japonské letadlové lodě mají značný počet letadel ,ale výdrž na letadlech je slabá. Letadla mají celkem dobrou rychlost a mají nižsí možnost odhalení než ostatní protějšky. 

### Spojené státy americké
Jednou z největší flotil ve hře disponují Spojené státy americké. Americká plavidla jsou obecně velmi všestranná - mohou jak pořádat agresivní útoky, tak podporovat z větší vzdálenosti, poskytovat protileteckou podporu,...

#### Křižníky
Americké křižníky zpravidla disponují velkým množstvím děl a silnou protiletadlovou obranou, avšak kromě úrovní IV. a V. nejsou vybaveny torpédy. Ve hře jsou 2 linie Těžké a Lehké 

#### Bitevní lodě
Americké bitevní lodě se dají rozčlenit do dvou skupin: lodě typu Dreadnought a její nástupci na úrovních III. až VII. a rychlé bitevní lodě nové generace - úrovně VIII.-X. První skupina se vyznačuje silným dělostřelectvem, spolehlivým pancířem, průměrnou protileteckou obranou a velmi pomalou rychlostí a neobratností. To se změní na osmé úrovni - nové bitevní lodě mají velice silnou protiletadlovou výzbroj a jsou rychlejší a obratnější. Silné dělostřelectvo zůstane zachováno, ale pancíře ubude.

#### Torpédoborce
Americké torpédoborce jsou pravým opakem japonských - mají obvykle velmi silné dělostřelectvo, ale jejich torpéda mají krátký dosah a nízké poškození. Pro nižší a střední úrovně jsou typické torpédomety z obou stran lodě, takže po odpálení z jednoho boku vám stále zbývá dost torpéd na straně druhé.

#### Letadlové lodě
Americké letadlové lodě mají všestrannou výzbroj od jedněch z nejsilnějších bombardérů a torpédových bombardérů a mají na výběr mezi Tiny Tim a HVAR raketami.

### Německo
největší flotilou - zastoupeny jsou tu větve torpédoborců, křižníků a bitevních lodí a liniích letadlových lodích lodí. Bylo přidáno v aktualizaci spolu se Sovětským svazem, a došlo tak k prvnímu rozšíření národů ve hře.

#### Křižníky
Německé křižníky mají obvykle mnoho torpéd, průměrnou protileteckou obranu a dostatek děl hlavní baterie s velkým dostřelem. Jsou rovněž obratné. Do VI. úrovně jsou to lehké křižníky s nejvýše 150mm děly, od sedmičky jsou to křižníky těžké.

#### Bitevní lodě
Německé bitevní lodě mají podprůměrný pancíř, silnou protileteckou obranu a průměrně silná děla většinou v malém počtu. Mají také celkem silnou sekundární obranu některé (ze standardních VII. Gneisenau) dokonce torpéda.Druhá linie německých bitevních lodích má torpéda s dlouhým dosahem, celkem přesná děla a špatný pancíř přesto mají velice silnou sekundární výzbroj (na rozdíl od druhé linie, která má průměrnou a podprůměrnou sekundární výzbroj).

#### Torpédoborce
Německé torpédoborce mají dobrá děla a průměrná torpéda. Stojí za to zmínit 1-hlavňové torpédomety u počátečních úrovní. Většina Německých torpédoborců nemá jméno, pouze kódové označení (např. T-22, Z-23,...).

##### Letadlové lodě
Německo má velmi rychlá letadla ale body výdrže jsou malé ,proto mají od tieru VIII přístup k opravě letadel u bombardérů a torpédových bombardérů. Na rozdíl od ostatních letadlových lodích mají Němci ve výzbroji AP Bomby a jedinečné AP rakety ,které mají jen Němci a Italská letadlová loď Aquila.

### Velká Británie
Největší Evropská námořní mocnost má ve hře torpédoborce, křižníky, bitevní lodě,letadlové lodě a ponorky.

#### Křižníky (lehké)
Britské křižníky jsou velice zvláštní větví - mají pouze AP granáty, mají možnost doplnit si životy, ačkoli tuto schopnost obvykle mají jen bitevní lodě, a mají kouřový generátor, což mívají obvykle pro změnu torpédoborce. Zkrátka a dobře, pusťte ruského vývojáře k něčemu britskému a budou se dít věci...…Jinak mají Britské křižníky dobrou protiletadlovou obranu, jsou vysoce obratné a maskované. Jsou to všechno lehké křižníky, takže mají mnoho rychlopalných, avšak nepříliš silných děl. Mají také vysoce slabý pancíř, jak se říká, div do nich neprosakuje voda.

#### Bitevní lodě
Královské námořnictvo má velice podobné bitevní lodě jako jejich zaatlantští příbuzní. Úrovně III-VI jsou typické dreadnoughty, jen u VI úrovně je překvapivě silná protiletadlová obrana. VII. úroveň King George V je zvláštní loď - na přídi má 2 věže, z čehož jednu 4hlavňovou a druhou 2hlavňovou. Na zádi je jedna 4hlavňová. Úrovně VIII až X jsou bitevní lodě nové generace, akorát mají lehce horší odolnost a děla, zato o trochu lepší protiletadlovou obranu.
Jako Británie, taky jedno z těch větších námořnictvích. Ve hře ji zastupují křižníky (11), bitevní lodě (10) a torpédoborce.
Ponorky
Britové mají v ponorkách pouze akusticky naváděná torpéda s dlouhou výdrží pod vodou 

#### Křižníky
Křižníky Francie není radno podcenit. Jsou velmi rychlé, obratné, torpéda na III. až X. úrovni jsou užitečná a katapultovací letadla především na IV. a V. úrovni z nich dělají výborné křižníky.
Ovšem nevýhody tu jsou také. Třeba jejich pancíř je poměrně slabý a body výdrže jsou nízké na jejich úroveň. Ale vyšší úrovně, například loď X. úrovně Henri IV si kompenzuje tyto nevýhody devíti 240mm děly a slušným pancířem. Takže setkat se s francouzským křižníkem v bitvě nebude tak lehký oříšek.

#### Bitevní lodě
Francouzské bitevní lodě se dají rozčlenit na pomalé dreadnaughty IV-VII a rychlé moderní lodě VIII-X. Když spustíte bitvu s bitevní lodí Francie IV-VII tak se setkáte s působivou palebnou silou. Na druhou stranu bitevní lodě zatáčí pomaleji než jakákoliv bitevní loď ve hře, pancíř v bočních částí trupu je silný, ale ve přední a zadní části je poněkud slabší. Je zde vyšší pravděpodobnost obdržení kritických zásahů. Typickou vlastností francouzských plavidel jsou věže o čtyřech dělech. Sedmá úroveň Lyon má takovéto věže čtyři a tím pádem vlastní neuvěřitelných 16 hlavní! Francouzské bitevní lodě VIII až X jsou rychlé a obratné, ale jejich, ač lehčí, děla jsou také působivá.

#### Torpédoborce
Ve francouzském výzkumném stromu v prémiové linii na VI. úrovni najdete torpédoborec Aigle, který stojí 4,650 zlaťáků. Aigle se chlubí vysokou rychlostí a šesti torpédy který zasadí smrtelnou tečku i lehčímu křižníku VII. úrovně.
Na VIII. úrovni se nachází torpédoborec Le Terrible.

### Panasie
Skládá se z linie lehkých křižníků a jedenácti torpédoborců. Tato frakce má ve hře jen dva výzkumné stromy a skládá se z lodí více státu, přesněji Jižní Koreje (počet lodí - 1), Číny (3), Thajska (1), Indonésie (1) a Tchaj-wanu (7) atd.... 
Křižníky
Tyto lehké křižníky disponují velkým počtem hlubinných torpéd(s urychlovačem dobíjení torpéd) a krátkodobou kouřovou clonou.Jelikož to jsou lehké křižníky nemají moc silný pancíř a děla sice nabíjí celkem rychle ,ale mají zase malý kalibr.
Torpédoborce
Tito torpédoborci mají ve výzbrojí slabá děla,hlubinná torpéda ,kouřovou clonu (která jde vyměnit za přehledový radar s dosahem 7,5km) a urychlovač dobíjení torpéd od tieru VIII.Mají velmi nízkou možnost odhalení.

### Itálie
Itálie je jeden ze čtyř národů, kteří mají pouze prémiové lodě. Tento stát má pouze dvě lodě a další dvě speciální prémiové lodě a to dva křižníky a dvě bitevní lodě.

#### Křižníky
Itálie má dva křižníky a to Duca d'Aosta, který je ve hře na VI. úrovni a stojí 4,700 zlaťáku. Může se chlubit dobrým pancířem, dobrou přesností a velkým způsobeným poškozením. Naopak je pomalý, ale je doporučován. A pak je tady Duca degli Abruzzi, která byla stáhnuta z italského výzkumu ve hře dne 21.9.2018 a nahrazena lodí Duca d'Aosta. Tento křižník byl umístěn na VII. úrovni v ceně 6,800 zlaťáků. Měl úplně stejné výhody a nevýhody jako Duca d'Aosta. Obě lodě mají 2 torpédomety po třech torpédech.

#### Bitevní lodě
Bitevní lodě jsou dvě a to prémiová loď Roma (Řím) a speciální prémiová loď Giulio Cesare (Julius César)
Bitevní loď Roma na VIII. úrovni se chlubí velkou palebnou silou, dobrým pancířem a celkem dosti HP. Ale její cena ve hře 13,100 zlaťáků nebo 1,042 Kč na prémiovém obchodě nedělá žádného favorita kterého by si každý kupoval.
Je to nejdražší loď ve hře. Poté je tu na V. úrovni bitevní loď Giulio Cesare, je poměrně rychlá a obratná, ale na jednu stranu natočí pouze 4 věže (8 děl) s nepříliš vysokým poškozením.

### Panamerica
Panamerika je souhrn všech států jižní a střední Ameriky. Ale mají pouze jednu loď - křižník VII. úrovně Nueve de Julio. Tato loď se nedá zakoupit ve hře, ale v prémiovém obchodě za 700 Kč. Nueve de Julio je argentinská loď. Má dobrou obratnost a rychlé nabíjení. Je to lehký křižník.

### Commonwealth
Commonwealth má dohromady tři lodě. Ale pouze jedna se dá zakoupit ve hře. Mají jeden křižník Perth, který se dá koupit ve výzkumném stromu za 4800 zlaťáků. Jedná se o lehký křižník. Má katapultovací letadlo a dohromady 8 torpéd ve dvou torpédometech. Torpédoborec III. úrovně Vampire se dal získat z mise. Druhý je VII. úroveň pojmenovaný Haida, který se dá koupit v prémiovém obchodě. Vampire je obratný a rychlý ale rychlopalná děla jsou jen na dorážení. Haida má pouze čtyři torpéda.

### Evropa
Má 10 torpédoborců a dalších 6 mají teprve přijít v nadcházejících aktualizacích.Evropské torpédoborce disponují velkým počtem torpéd s nízkým poškozením, rychlou dobou nabíjení(velkou rychlostí torpéd až 90 uzlů) a velmi silnou protiletadlovou obrannou. Jejich dělostřelectvo je na poměry konkurenční Pan-Asie o mnoho lepší.